# Onze
L'onze és el nombre natural que segueix el deu i precedeix el dotze. És un nombre primer que s'escriu 11 en xifres àrabs, XI en les romanes i 十一 en les xineses. L'ordinal és onzè/onzena.
Ocurrències de l'onze:
- És el nombre atòmic del sodi.
- Hi ha onze jugadors al futbol.
- És un dels nombres prohibits al simbolisme del cristianisme.[cal citació]
- Representa a Aquari.[cal citació]
- Una parella que porta 11 anys casada pot celebrar les noces de corall.[cal citació]
- L'11 és el primer capicua i tots els capicues d'un nombre parell de dígits són divisibles per 11.
- És el sisè nombre de Lucas.[1]
- És el tercer nombre de Thàbit.[2]
- És el quart nombre de la sort d'Euler.[3]
- Hi ha onze termes bàsics de color en català.

## Referències

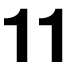
Onze